# Nate Diaz
Nathan Donald Diaz, né le 16 avril 1985 à Stockton en Californie, est un pratiquant américain d'arts martiaux mixtes (MMA). Il commence sa carrière professionnelle au sein de l'organisation World Extreme Cagefighting en 2004. Il concourt aussi au Pancrase et au Strikeforce avant de prendre part à la 5e saison de la série The Ultimate Fighter qu'il remporte en 2007. Il évolue depuis dans la catégorie des poids légers de l'Ultimate Fighting Championship. Il obtient une chance en décembre 2012 de remporter le titre de cette division mais échoue face à Ben Henderson.
Ceinture noire de jiu-jitsu brésilien sous Cesar Gracie, il est connu pour son tempérament provocateur et son côté dur à cuire dans le milieu du MMA et sur les réseaux sociaux. Il est le frère cadet du combattant Nick Diaz. Les deux frères sont connus pour leur trash-talking, leur cardio et combativité sans fin.

## Biographie
Nate est né et a grandi à Stockton, en Californie. À l'âge de 11 ans, il a commencé à s'entraîner dans les arts martiaux avec son frère aîné, Nick Diaz. Tous deux ont eu une enfance difficile, exposé à la violence de leurs quartiers mais aussi à la dureté du quotidien d'une famille modeste. Le sport deviendra un véritable vecteur de réussite sociale pour lui, qui lui apportera de la confiance en lui et un sentiment de reconnaissance auprès de son entourage. Il faut dire que le jeune Nate était alors considéré par ses professeurs comme un élève bagarreur et bon à rien, le sport lui a apporté une raison de devenir une meilleure personne et une existence sociale.
Nate brille par son endurance hors norme et la détermination qu'il tire lors de ses combats. Il s'illustrera notamment par sa maîtrise du jiujitsu, l'art martial qui l'initiera véritablement au monde du MMA. Il concourra à l'âge de 17 ans a une compétition de MMA avec frappes mains ouvertes, au cours de laquelle il surpassera ses adversaires grâce à sa boxe et sa maîtrise des phases au sol.

## Parcours en arts martiaux mixtes

### Ultimate Fighting Championship
Après un parcours de trois victoires consécutives et aucune défaite depuis son retour en poids légers, Nate Diaz est promis au prochain match pour le titre. Son futur adversaire est donc le vainqueur du combat opposant Ben Henderson à Frankie Edgar lors de l'UFC 150.
C'est alors en combat principal de l'événement UFC on Fox 5, le 8 décembre 2012 à la KeyArena de Seattle, que Diaz rencontre Ben Henderson. Le champion domine l'affrontement, supérieur sur la partie pieds-poings debout et sachant se sortir des quelques tentatives de soumissions de Nate Diaz. Les trois juges donnent vainqueurs Ben Henderson des cinq rounds. Nate Diaz s'incline donc par décision unanime. Lors de ce match diffusé en direct sur la FOX, Nate Diaz se permet un doigt d'honneur à son adversaire, rapidement censuré par la chaine américaine.
Il affronte ensuite un ancien champion poids légers du Strikeforce, Josh Thomson, lors de l'UFC on Fox 7 le 20 avril 2013 à San José. Dans le 2e round, un coup de pied à la tête fait chanceler Diaz et une droite l'amène au tapis. Thomson enchaine quelques coups sur son adversaire au sol et l'arbitre arrête le combat le déclarant vainqueur par TKO. C'est sa première défaite par KO/TKO.
Il est ensuite programmé face à Gray Maynard pour une 3e rencontre entre les deux hommes dans l'Octogone, lors de l'évènement final de la 18e saison de The Ultimate Fighter. Diaz remporte ce combat par TKO dès le 1er round. Il surclasse son adversaire avec sa boxe et le martèle de directs et de crochets au visage. Maynard est encore debout, adossé à la cage mais complètement sonné, lorsque l'arbitre arrête le combat. Il s'écroule en essayant de rejoindre son coin. Cette victoire permet à Nate Diaz de décrocher son premier bonus du KO de la soirée.
Après avoir battu Michael Johnson à l'UFC on Fox 17, il obtient un combat à l'UFC 196 en short notice contre Conor McGregor qui n’a jamais perdu à l'UFC .
Nate Diaz choque le monde entier après avoir battu l’irlandais par soumission au 2e round , c’est la 1re défaite de Conor McGregor à l’UFC .
Après que son 2e combat face à Conor McGregor s'est soldé par une défaite sur décision, l'UFC a annoncé que Diaz ferait son retour le 17 août 2019 face à Anthony Pettis. Ce combat contre Pettis se déroule en poids moyens et se solde par une victoire aux points de Nate.
Nate Diaz affronte par la suite Jorge Masvidal pour le titre inaugural du BMF (Badest M*therF*cker). C'est un combat à sens unique, le manque de puissance de Diaz lui faisant défaut face à son adversaire. Le combat est arrêté par le médecin avant la 4e reprise à la suite d'une coupure au-dessus de l'œil droit.

## Palmarès en arts martiaux mixtes
| 34 combats     | 21 victoires | 13 défaites |
| Par KO         | 5            | 2           |
| Par soumission | 12           | 1           |
| Sur décision   | 4            | 10          |

| Résultat | Record | Adversaire       | Méthode                                        | Événement                                                     | Date              | Round | Temps | Lieu                                    | Notes |
| -------- | ------ | ---------------- | ---------------------------------------------- | ------------------------------------------------------------- | ----------------- | ----- | ----- | --------------------------------------- | --- |
| Victoire | 21-13  | Tony Ferguson    | Soumission (étranglement en guillotine)        | UFC 279: Diaz vs. Ferguson                                    | 10 septembre 2022 | 4     | 2:52  | Las Vegas, Nevada, États-Unis           | Performance de la soirée.                                                                                                  |
| Défaite  | 20–13  | Leon Edwards     | Décision unanime                               | UFC 263: Adesanya vs Vettori 2                                | 12 juin 2021      | 5     | 5:00  | Glendale, Arizona, États-Unis           | |
| Défaite  | 20–12  | Jorge Masvidal   | TKO (arrêt du medecin)                         | UFC 244: Masvidal vs Diaz                                     | 2 novembre 2019   | 3     | 5:00  | New York City, New York, États-Unis     | Pour le titre inaugural BMF de l’UFC.                                                                                      |
| Victoire | 20-11  | Anthony Pettis   | Décision unanime                               | UFC 241: Cormier vs. Miocic II                                | 17 août 2019      | 3     | 5:00  | Anaheim, California, États-Unis         | |
| Défaite  | 19-11  | Conor McGregor   | Décision majoritaire                           | UFC 202: Diaz vs. McGregor II                                 | 20 août 2016      | 5     | 5:00  | Las Vegas, Nevada, États-Unis           | Combat en poids-welters. Le titre des poids plumes n'est pas remis en jeu Combat de la soirée.                             |
| Victoire | 19-10  | Conor McGregor   | Soumission (étranglement arrière)              | UFC 196: McGregor vs. Diaz                                    | 5 mars 2016       | 2     | 4:12  | Las Vegas, Nevada, États-Unis           | Combat en poids mi-moyen. Le titre des poids plumes n'est pas remis en jeu. Combat de la soirée. Performance de la soirée. |
| Victoire | 18-10  | Michael Johnson  | Décision unanime                               | UFC on Fox: dos Anjos vs. Cerrone II                          | 19 décembre 2015  | 3     | 5:00  | Orlando, Floride, États-Unis            | Combat de la soirée. |
| Défaite  | 17-10  | Rafael dos Anjos | Décision unanime                               | UFC on Fox: dos Santos vs. Miocic                             | 13 décembre 2014  | 3     | 5:00  | Phoenix, Arizona, États-Unis            | |
| Victoire | 17-9   | Gray Maynard     | TKO (coups de poing)                           | The Ultimate Fighter: Team Rousey vs. Team Tate Finale        | 30 novembre 2013  | 1     | 2:38  | Las Vegas, Nevada, États-Unis           | KO de la soirée. |
| Défaite  | 16-9   | Josh Thomson     | TKO (coup de pied à la tête et coups de poing) | UFC on Fox: Henderson vs. Melendez                            | 20 avril 2013     | 2     | 3:44  | San José, Californie, États-Unis        | |
| Défaite  | 16–8   | Benson Henderson | Décision unanime                               | UFC on Fox: Henderson vs. Diaz                                | 8 décembre 2012   | 5     | 5:00  | Seattle, Washington, États-Unis         | Pour le titre des poids légers de l'UFC.                                                                                   |
| Victoire | 16–7   | Jim Miller       | Soumission (étranglement en guillotine)        | UFC on Fox: Diaz vs. Miller                                   | 5 mai 2012        | 2     | 4:09  | East Rutherford, New Jersey, États-Unis | Soumission de la soirée.                                                                                                   |
| Victoire | 15–7   | Donald Cerrone   | Décision unanime                               | UFC 141: Lesnar vs. Overeem                                   | 30 décembre 2011  | 3     | 5:00  | Las Vegas, Nevada, États-Unis           | Combat de la soirée. |
| Victoire | 14–7   | Takanori Gomi    | Soumission (clé de bras)                       | UFC 135: Jones vs. Rampage                                    | 24 septembre 2011 | 1     | 4:27  | Denver, Colorado, États-Unis            | Retour poids léger. Soumission de la soirée.                                                                               |
| Défaite  | 13–7   | Rory MacDonald   | Décision unanime                               | UFC 129: St-Pierre vs. Shields                                | 30 avril 2011     | 3     | 5:00  | Toronto, Ontario, Canada                | |
| Défaite  | 13–6   | Kim Dong-Hyun    | Décision unanime                               | UFC 125: Resolution                                           | 1er janvier 2011  | 3     | 5:00  | Las Vegas, Nevada, États-Unis           | |
| Victoire | 13–5   | Marcus Davis     | Soumission (étranglement en guillotine)        | UFC 118: Edgar vs. Penn 2                                     | 28 août 2010      | 3     | 4:02  | Boston, Massachusetts, États-Unis       | Combat de la soirée |
| Victoire | 12–5   | Rory Markham     | TKO (coups de poing)                           | UFC 111: St-Pierre vs. Hardy                                  | 27 mars 2010      | 1     | 2:47  | Newark, New Jersey, États-Unis          | Début en poids-welters |
| Défaite  | 11–5   | Gray Maynard     | Décision partagée                              | UFC Fight Night: Maynard vs. Diaz                             | 11 janvier 2010   | 3     | 5:00  | Fairfax, Virginie, États-Unis           | |
| Victoire | 11–4   | Melvin Guillard  | Soumission (étranglement en guillotine)        | UFC Fight Night: Diaz vs. Guillard                            | 16 septembre 2009 | 2     | 2:13  | Oklahoma City, Oklahoma, États-Unis     | Soumission de la soirée |
| Défaite  | 10–4   | Joe Stevenson    | Décision unanime                               | The Ultimate Fighter: United States vs. United Kingdom Finale | 20 juin 2009      | 3     | 5:00  | Las Vegas, Nevada, États-Unis           | Combat de la soirée |
| Défaite  | 10–3   | Clay Guida       | Décision partagée                              | UFC 94: St-Pierre vs. Penn 2                                  | 31 janvier 2009   | 3     | 5:00  | Las Vegas, Nevada, États-Unis           | Combat de la soirée |
| Victoire | 10–2   | Josh Neer        | Décision partagée                              | UFC Fight Night: Diaz vs Neer                                 | 17 septembre 2008 | 3     | 5:00  | Omaha, Nebraska, États-Unis             | Combat de la soirée |
| Victoire | 9–2    | Kurt Pellegrino  | Soumission (étranglement en triangle)          | UFC Fight Night: Florian vs Lauzon                            | 2 avril 2008      | 2     | 3:06  | Broomfield, Colorado, États-Unis        | Soumission de la soirée |
| Victoire | 8–2    | Alvin Robinson   | Soumission (étranglement en triangle)          | UFC Fight Night: Swick vs. Burkman                            | 23 janvier 2008   | 1     | 3:39  | Las Vegas, Nevada, États-Unis           | Soumission de la soirée |
| Victoire | 7–2    | Junior Assunção  | Soumission (étranglement en guillotine)        | UFC Fight Night: Thomas vs. Florian                           | 19 septembre 2007 | 1     | 4:10  | Las Vegas, Nevada, États-Unis           | |
| Victoire | 6–2    | Manvel Gamburyan | Soumission (blessure à l'épaule)               | The Ultimate Fighter 5 Finale                                 | 23 juin 2007      | 2     | 0:20  | Las Vegas, Nevada, États-Unis           | Remporte The Ultimate Fighter 5.                                                                                           |
| Défaite  | 5–2    | Hermes França    | Soumission (clé de bras)                       | WEC 24                                                        | 12 octobre 2006   | 2     | 2:46  | Lemoore, Californie, États-Unis         | Pour le titre poids légers du WEC.                                                                                         |
| Victoire | 5–1    | Dennis Davis     | Soumission (keylock)                           | Warrior Cup                                                   | 12 août 2006      | 1     | 2:00  | Stockton, Californie, États-Unis        | |
| Victoire | 4–1    | Joe Hurley       | Soumission (étranglement en triangle)          | WEC 21                                                        | 15 juin 2006      | 2     | 2:03  | Highland, Californie, États-Unis        | |
| Victoire | 3–1    | Gil Rael         | TKO (coups de poing)                           | WEC 20                                                        | 5 mai 2006        | 1     | 3:35  | Lemoore, Californie, États-Unis         | |
| Victoire | 2–1    | Tony Juares      | TKO (coups de poing)                           | Strikeforce: Shamrock vs. Gracie                              | 10 mars 2006      | 1     | 3:23  | San José, Californie, États-Unis        | |
| Défaite  | 1–1    | Koji Oishi       | Décision unanime                               | Pancrase 2005 Neo Blood Tournament Finals                     | 27 août 2005      | 3     | 5:00  | Tokyo, Japon                            | |
| Victoire | 1–0    | Alex Gracia      | Soumission (étranglement en triangle)          | WEC 12                                                        | 21 octobre 2004   | 3     | 2:17  | Lemoore, Californie, États-Unis         | |

## Palmarès en boxe anglaise
| 2 combats       | 1 victoires | 1 défaites |
| Avant la limite | 0           | 0          |
| Sur décision    | 1           | 1          |

| Décision possible : KO • TKO (KO technique) • UD (décision aux points unanime) • MD (décision aux points majoritaire) • SD (décision aux points partagée) • D (match nul) • NC (sans décision) • RTD (abandon) |        |                |      |       |                |                                   |                               |
| Résultat | Record | Adversaire     | Type | Round | Date           | Lieu                              | Notes                         |
| Victoire | 1-1    | Jorge Masvidal | MD   | 10    | 6 juillet 2024 | Honda Center, Anaheim, États-Unis | Nate Diaz vs Jorge Masvidal 2 |
| Défaite | 0-1    | Jake Paul      | UD   | 10    | 5 août 2023    | Dallas, Texas, États-Unis         | Ready 4 War: Paul vs Diaz     |